# Saint-Denis-sur-Sarthon
Saint-Denis-sur-Sarthon är en kommun i departementet Orne i regionen Normandie i nordvästra Frankrike. Kommunen ligger i kantonen Alençon 1er Canton som tillhör arrondissementet Alençon. År 2022 hade Saint-Denis-sur-Sarthon 1 078 invånare.

## Befolkningsutveckling
Antalet invånare i kommunen Saint-Denis-sur-Sarthon
| Referens: INSEE |